# Nils Schiørring
Nils Schiørring (* 8. April 1910 in Frederiksberg bei (Kopenhagen); † 3. Oktober 2001 ebenda) war ein dänischer Musikwissenschaftler.

## Leben und Werk
Nils Schiørring studierte ab 1928 Musikwissenschaft an der Universität Kopenhagen. 1933 erwarb der den Magister artium. 1950 schloss er seine Dissertation über Das weltliche dänische Volkslied des 16. und 17. Jahrhunderts ab.
1933 wurde er Assistent und 1953 Direktor de Musikhistorischen Museum in Kopenhagen. Von 1938 bis 1939 wirkte er an der Musikabteilung des dänischen Rundfunks. 1939 wurde Musikkritiker des Dagens Nyheder und 1949 für die Berlingske Tidende. 1943 bis 1945 redigierte er die Dansk Musiktidsskrift. Von 1954 bis 1980 wirkte er als Professor für Musikwissenschaft an der Universität Kopenhagen. 1962 wurde er als Mitglied in die dänische Akademie der Wissenschaften und Literatur aufgenommen.
Neben verschiedenen kleineren und größeren Abhandlungen muss Nils Schiørring vor allen Dingen als Hauptautor des dreibändigen Werkes Musikkens historie i Danmark (Kopenhagen 1977–1978, „Die Musikgeschichte in Dänemark“) erwähnt werden. Zusammen mit Thorkild Knudsen gab er die achtbändigen Folkevisen i Danmark (Kopenhagen 1960–1968, „Dänische Volksweisen“) heraus. Darüber hinaus verfasste er zahlreiche lexikalische Beiträge vor allem für dänische und skandinavische Lexika.